# Ferdinando Ponzetti
Ferdinando Ponzetti o Ponzetta (Florencia, 1444 - Roma, 9 de septiembre de 1527) fue un eclesiástico italiano. 

## Vida
Instruido en teología, filosofía, griego, latín y medicina, fue médico de Inocencio VIII y lector de la audiencia de cartas contradichas, secretario apostólico durante los pontificados de Alejandro VI y Julio II, y clérigo y posteriormente tesorero de la Cámara Apostólica durante el de León X. 
En 1517 fue nombrado obispo de Molfetta, sede que cedió al año siguiente a su sobrino Giacomo, y cardenal presbítero de San Pancracio. En tal condición participó en el cónclave de 1521-22 en que fue elegido Adriano VI, durante cuyo pontificado recibió la diócesis de Grosseto, y en el de 1523 en que salió papa Clemente VII. 
Falleció en Roma a los 83 años de edad poco después del saco de Roma, vindicado por algunos como prelado de gran prudencia y loables costumbres, y criticado por otros como avaricioso insaciable; fue sepultado en la capilla de Santa Brígida de la iglesia de Santa Maria della Pace. 
Dejó escritos algunos opúsculos sobre medicina, teología y filosofía: De origine anime, Phylosophie naturalis, Summa brevis Theologiae o De venenis.